# Фрукторіанство
Фрукторіанство (англ. Fruitarianism) — харчування плодами рослин, переважно сирими, як солодкими соковитими фруктами і ягодами, так і плодовими овочами, часто з додаванням горіхів, іноді насіння. Фрукторіанці їдять тільки ті рослинні продукти, заради яких рослини не потрібно знищувати.

## Практика
У практиці фрукторіанства плоди в ідеалі до вживання ніяк не обробляють (тільки очищають), нічого до них не додають і рідко змішують. Харчові добавки, спеції і підсилювачі смаку як правило не використовуються. Якщо приймаються в їжу горіхи, то в невеликих кількостях, не часто і перевага надається молодим і свіжим, що зберегли вологу. З'являється дедалі більше фруктоїдів, що виключають їх зі свого раціону зовсім. Сухофрукти якщо і вживаються, то тільки висушені на повітрі, при низькій температурі.
Зазвичай фрукторіанці воліють вживати в їжу якомога більше екологічно-чистих плодів, вирощених без обробки хімічними засобами і переважно в регіоні їх проживання.
Багато людей вважають себе фрукторіанцями, якщо в їх раціоні фрукти складають основну частину не постійно, якщо частка їх у раціоні коливається. Деякі варіюють частку фруктів в залежності від сезону (наприклад, 100%-во влітку і восени, тобто в родючі періоди, і менше в місяці, коли фрукти менш доступні або поступаються в свіжості і якості), а також залежно від умов життя (температури повітря, клімату, культурного оточення тощо).
Багато овочів — плоди (наприклад, помідори, солодкий перець, огірки), тобто це цілком фрукторіанська їжа, а інші — життєво важливі частини рослин: корені (наприклад, морква), листя (зелена цибуля), тому фрукторіанці їх уникають.
Інші приклади плодів: диня, полуниця, чорниця, малина, волоський горіх, гречка, зелений горошок, смородина, абрикоси, авокадо, фіги, банан та інші.

## Різновиди
Багато фрукторіанців харчуються тільки сирими соковитими стиглими фруктами, вважаючи, що така їжа єдино необхідна і достатня, але існують і варіації фруктоспоживання, засновані на особистих уподобаннях, міркуваннях корисності і етики. Можна бути фрукторіанцем і не повним сироїдом. Багато фрукторіанців регулярно вживають горіхи, а деякі зовсім від них відмовляються. Деякі п'ють багато свіжовіджатих соків.
Є і вид фрукторіанства, при якому вживаються тільки плоди, що впали на землю природним шляхом, тобто після повного дозрівання.
Однією з розширених версій фруктоїдіння є дієта, що відома під назвою 80/10/10 або 811 (80 % вуглеводів, 10 % білків, 10 % жирів — по енергетичній цінності). У ній на додаток до фруктів рекомендується вживати трохи зелених овочів.

## Історія
Відомі окремі фрукторіанці, що практикували фруктоспоживання в якийсь період життя в різні часи (наприклад, Махатма Ганді, Стів Джоббс), а також і фрукторіанскі групи і течії, що представляють різні варіанти фрукторіанства (практики морального принципу ахімса, дзен-макробіотика), натуральні гігієністи.

| Колонії фруктоїдів-сироїдів існували ще в 1924 році в Каліфорнії, в Аргентині, в Австралії. У Каліфорнії і до цього дня процвітають фруктоїди. Їх раціон містить менше 22 г білків на день, черпають вони ці білки з фруктів.[7] |
«Для своїх товаришів я був сліпим провідником, який веде за собою сліпих», визнав Ганді після того, як експеримент був закінчений. У 1946 він оголосив: "Десятки мільйонів жителів Індії на сьогоднішній день не вживають ні молоко, ні гхі, ні вершкове масло, ні навіть сироватки. Не дивно, що смертність зростає, а люди відчувають нестачу енергії і сил … Кожен, хто вводить людей в оману або потурає обману — є ворогом Індії ". [Архівовано 5 березня 2016 у Wayback Machine.]

## Критика
- Харчування екологічно чистими фруктами може виявитися дорогим або недоступним в різних регіонах; а те що доступне по цінам часто містять ГМО або насичене добривами, отрутохімікатами.
- обмеження у виборі їжі може негативно позначитися на соціальних зв'язках індивіда;
- за різкого переходу на суто фруктове харчування можуть виникнути сильні прояви інтоксикації і розбалансованість організму, занепад сил і навіть депресія;
- довгий час після зміни стилю харчування привабливість колишньої їжі не усувається, що може викликати дратівливість і постійне відчуття незадоволеності.
- при обмеженому наборі продуктів складно збалансувати їжу необхідним набором поживних речовин, тому офіційна дієтологія рекомендує вживати близько 60 % сирої рослинної їжі, і недосвідчені адепти які споживають 100 % сирого часто наражаються на проблеми із здоров'ям [Архівовано 2 вересня 2013 у Wayback Machine.]. Як не дивно, але й традиційна ведична медицина Аюрведа підтверджує цю думку і застосовувати сироїдіння рекомендує тимчасово для тих, кому це найбільш необхідно, в основному особам із ожирінням, алергією, тобто за медичною доцільністю і бажано в сезон (літо, осінь).